# مرصد مناخ الفضاء العميق
مرصد مناخ الفضاء العميق (بالإنجليزية: Deep Space Climate Observator)‏) أو اختصارًا DSCOVR تاريخ الإطلاق 11 فبراير 2015. تم بناء مرصد مناخ الفضاء العميق ليوفر منظورًا واضحًا لكوكبنا . مرصد مناخ الفضاء العميق هو عبارة عن شراكةٍ بين ناسا و الإدارة الوطنية للمحيطات والغلاف الجوي National Oceanic and Atmospheric Administration، أو اختصاراً (NOAA)، وسلاح الجو الأمريكي U.S. Air Force

## المدار
تدور مركبة الفضاء DSCOVR حول نقطة إل 1 لاغرانج L1 Lagrange مباشرة بين الأرض والشمس. ويسمح هذا المدار للمركبة الفضائية بالبقاء قريبة من نقطة إل 1، ولا تتطلب سوى القليل من المناورات، لكن يمكن لمدارها هذا أن يتذبذب قليلاً بين 4 إلى 15 درجة بعيداً عن خط الأرض-الشمس على مدار عدة سنوات.
المرصد مزود بالإضافة إلى كاميرا EPIC، المقياس الشعاعي المتطور التابع للمعهد الوطني للمعايير والتكنولوجيا (NISTAR)، وهو جهاز يقيس كمية الطاقة الشمسية التي يعاد إشعاعها مرة أخرى إلى الفضاء من الأرض. في الأسابيع المقبلة، سيقوم العلماء بتحليل بيانات NISTAR لتحديد الكمية التي غيّر الكسوف بها الإشعاع الصادر والوارد خلال تلك الساعات القليلة.
بُنيت كاميرا EPIC بواسطة مركز التكنولوجيا المُتقدمة التابع لشركة لوكهيد مارتن Lockheed Martin’s Advanced Technology Center في باولو ألتو، كاليفورنيا. وباعتمادها على تلسكوب بمرآة يبلغ قُطرها حوالي 11.8 إنش (30 سنتمتراً) وكاشف جهاز اقتران الشحنات بأبعاد تصل إلى 2048 X 2048، يمكن لكاميرا EPIC قياس مجالات الطيف المختلفة مثل الأشعة فوق البنفسجية، والضوء المرئي، والأشعة تحت الحمراء القريبة. يتم نشر البيانات التي يتم الحصول عليها من الأطوال الموجية العشرة من خلال موقع إلكتروني يستضيفه مركز بيانات علوم الغلاف الجوي Atmospheric Science Data Center في مركز بحوث لانغلي Langley Research Center التابع لناسا في هامبتون، فرجينيا. جميع الصور مُتوفرة في النطاق العام.
أطلقت وكالة ناسا موقعاً إلكترونياً جديداً من أجل أن يتمكن سُكّان الأرض من مشاهدة صورٍ لجانب كوكب الأرض المُضاء بنور الشمس كل يوم . التُقطت الصور بواسطة إحدى كاميرات وكالة ناسا الموجودة على متن مركبة الفضاء المعروفة باسم مرصد مناخ الفضاء العميق (DSCOVR) من على مسافة مليون ميل من الأرض 
الصور اليومية بعدسة كاميرا EPIC زوروا هذا الرابط:
http://epic.gsfc.nasa.gov/

## كسوف تاريخي
أضاف المرصد في التاسع من مارس/آذار 2016 سابقة جديدة لمجموعته من اللقطات الفريدة. بينما كان سكان الجزر والدول في غرب المحيط الهادي ينظرون للأعلى في ساعات الصباح الباكر لمراقبة الكسوف الكلي للشمس، كان DSCOVR ينظر للأسفل من الفضاء، والتقط صورة لظل القمر يعبر وجه الأرض الذي تضيئه الشمس.
في هذا الكسوف الشمسي الكلي الوحيد لعام 2016، بدأ ظل القمر الجديد بعبور المحيط الهندي وسار عابرًا إندونيسيا وأستراليا في المياه المفتوحة وجزر أوقيانوسيا (ميلانيزيا وميكرونيزيا وبولينيزيا) والمحيط الهادئ. لاحظ كيف يتحرك الظل في نفس اتجاه دوران الأرض. البقعة المضيئة في وسط كل قرص هي ضوء الشمس أو انعكاس ضوء الشمس مباشرة على الكاميرا EPIC.